# Управління фінансами проти Simmenthal SpA
Управління фінансами проти Simmenthal SpA (Справа 106/77) – справа ЄС, яка стосується конфлікту між національною правовою системою та правом Європейської Унії.

## Зміст
Simmenthal SpA імпортувала яловичину з Франції до Італії. Відповідно до італійського закону 1970 року, Італія ввела плату за перевірку охорони здоров’я за м’ясо, що перетинає кордон. Це суперечило правилам Європейської Спільноти від 1964 та 1968 років.
Італійські суди почули аргумент про те, що італійський закон має переважати, оскільки він був прийнятий після регламенту, і повинен застосовуватися італійськими судами, доки закон не буде визнано неконституційним. Він передав питання про те, що робити у випадку конфлікту, до Суду Справедливости. Генеральний прокурор Рейшль висловив висновок, у якому припустив, що термін дії італійського закону не має значення, а закон ЄУ є вищим.

## Судове рішення
Суд Справедливости постановив, що національний суд зобов’язаний забезпечити повну реалізацію положень Спільноти, навіть якщо суперечливий національний закон був прийнятий пізніше. Він розпочав свою думку з підтвердження доктрини прямої дії, встановленої у справі Ван Ґенд ен Лоос проти Нідерландської податкової адміністрації.
|  | Параграф. 14: Пряме застосування за таких обставин означає, що норми права [Унії] повинні повністю і однаково застосовуватися в усіх державах-членах з дати набрання ними чинності і доти, доки вони залишаються чинними. |

Європейський суд додатково підтвердив свої претензії на верховенство права у справі Коста проти ENEL, підкресливши пріоритет права ЄС над національним.
п. 17: Крім того, відповідно до принципу пріоритету законодавства Співтовариства, положення та заходи [Унії] не тільки через набуття чинності автоматично роблять незастосовними будь-які суперечливі положення чинного національного законодавства, але […] також перешкоджають прийняттю нових національних законодавчих заходів у тій мірі, в якій вони були б несумісними з положеннями Спільноти.
На завершення Суд Справедливости сформулював новий принцип, а саме те, що національні суди зобов’язані «відмінити» всі закони, які суперечать праву ЄУ. Національні суди не потребують дозволу від законодавчих органів на це, а натомість вони мають повноваження здійснювати будь-який необхідний перегляд незалежно.
п. 21: З вищевикладеного випливає, що кожен національний суд повинен, у справі в межах своєї юрисдикції, застосовувати право [Унії] в повному обсязі та захищати права, які останні надають окремим особам, і, відповідно, повинен відмінити положення національного законодавства, яке може суперечити йому, будь то до чи після правила [Унії]. п. 24: Суду немає необхідності вимагати або чекати попереднього скасування такого положення законодавчими чи іншими конституційними засобами.

## Значимість
Принцип «відсторонення», описаний у рішенні у справі Simmenthal SpA, став відомим як «депривація». Подальша судова практика поширила мандат демплікації на всі органи, створені відповідно до національного законодавства для забезпечення дотримання прав громадян ЄС, навіть якщо здійснення таких повноважень підриває місцеві конституційні норми. Оскільки Simmenthal SpA надав право судового перегляду всім національним судам і трибуналам, його принцип демплікації опосередковано перекреслив парламентський суверенітет у Сполученому Королівстві, Нідерландах та інших країнах, чиї судові органи раніше не мали повноважень обмежувати діяльність мажоритарних парламентів.